# Paco Camino
Francisco Camino Sánchez, conocido en el mundo taurino como Paco Camino (Camas, 14 de diciembre de 1940-Navalmoral de la Mata, 29 de julio de 2024), fue un torero y ganadero español. Torero de máximo nivel, dominó el arte del toreo, y salió doce veces por la puerta grande de Las Ventas, superado únicamente por Santiago Martín El Viti.

## Biografía
Su padre fue el banderillero Rafael Camino, que lo acompañó un cierto tiempo como peón de confianza. Se le denominó por su precocidad en el arte del toreo «el Niño sabio de Camas». Debutó con caballos en Zaragoza, el 7 de septiembre de 1958, con toros de la ganadería Escudero Muriel y compartiendo cartel junto al portugués José Julio y Chiquito de Aragón. Tomó la alternativa con dieciocho años en Valencia el 17 de marzo de 1959 de manos de su padrino Jaime Ostos y su testigo Juan García Mondeño. El toro de la ceremonia se llamaba Mandarín de Urquijo de Federico. Esa tarde cortó una oreja a cada uno de sus toros. Admiraba a Antonio Ordóñez, con quien toreó en un mano a mano el 28 de julio de 1960 en Valencia. Confirmó la alternativa en Las Ventas, el 12 de mayo de 1961, siendo su padrino de ceremonia Julio Aparicio y su testigo José María Clavel, con el toro Espejito de Pérez de San Fernando. El 22 de agosto de 1961 sufrió una cornada muy grave al entrar a matar en la plaza de toros de Vista Alegre, propiciada por el toro Cardiaco de Atanasio Fernández cuando ejecutaba el volapié, administrándosele en la enfermería la extrema unción.
Fue líder del escalafón taurino en 1963, año de su primera salida a hombros en Las Ventas, y en 1966. Ese último año lo apoderó la casa Chopera y protagonizó la película Fray Torero, dirigida por José Luis Sáenz de Heredia. El 29 de octubre de 1967 se presentó en la Plaza de toros de Acho, en la Feria del Señor de los Milagros, donde se negó a matar al quinto toro de la tarde, y por orden de la autoridad fue enviado 24 horas a prisión.

Paco Camino es, por tantas y tantas cosas, la gracia, la sal de la inteligencia, la portentosa, inconcebible facilidad, pero sobre todo por esa alegría interior -que anda por dentro del verso, que anda por dentro del pase-, ese Alberti del Toreo.
Guillermo Sureda Molina. Paco Camino en blanco y negro. 

En sus 20 temporadas como matador toreó 1490 corridas cortando 1176 orejas y 126 rabos. Toreó más de 50 tardes en Las Ventas de Madrid cortando 48 orejas y salió 12 veces por la Puerta Grande, en 1963, dos veces en 1967, 1968, 1969, 1970, 1971, 1972, 1973, 1974, 1975 y 1976, quedando sólo por detrás de El Viti y por delante de Antonio Bienvenida. Sufrió del orden de 30 cornadas, dos de ellas muy graves, en Bilbao en 1961 y en Aranjuez en 1980. Torero polémico, depuradísimo estilista con el capote, magnífico con la muleta, prefería la izquierda, a la diestra. Clásico, seguro, daba unas chicuelinas sublimes, conocedor, inteligente; en definitiva un superdotado del toreo. El 4 de junio de 1970 protagonizó una corrida de Beneficencia memorable, matando en solitario siete toros y cortando ocho orejas.
Su hermano Joaquín Camino, subalterno de su cuadrilla, falleció el 3 de junio de 1973 en Barcelona, como consecuencia de la cornada que le infligió el toro «Curioso» de la ganadería de Atanasio Fernández. Se retiró definitivamente de los ruedos en Valladolid el 23 de septiembre de 1983. Se vistió por última vez de luces en Nimes, en 1987, para dar la alternativa a su hijo Rafi Camino. 
Se le concedió la Medalla de Oro de las Bellas Artes en 2005. Ese mismo año se le realizó un exitoso trasplante de hígado, tras haber estado más de dos años en la lista de espera. Desde 1996 sigue ligado al mundo del toro con la ganadería brava Los Camino.

## Vida privada
Contrajo matrimonio en tres ocasiones, en 1963 con Norma Gaona, hija del empresario de Plaza México Alfonso Gaona de Lara, después con María de los Ángeles Sanz y en 1994 con Isabel Sánchez-Flor. Es padre de cuatro hijos, entre ellos el también torero Rafi Camino.